# Lista över ledamöter av Sveriges ståndsriksdag 1664
Ledamöter av Sveriges ståndsriksdag 1664.

## Borgarståndet (påbörjad)
| Riksdagsledamot           | Yrke                     | Valkrets           | Anmärkningar |
| ------------------------- | ------------------------ | ------------------ | ------------ |
| Wilhelm Leuhusen          | Borgmästare              | Stockholms stad    |              |
| Truls Kåre                | Rådman                   | Stockholms stad    |              |
| Thegner                   | Rådman och sekreterare   | Stockholms stad    |              |
| Hans Olofsson Törne       | Rådman                   | Stockholms stad    |              |
| Thomas Andersson          | Borgare                  | Stockholms stad    |              |
| Alexander Klerk           | Borgare                  | Stockholms stad    |              |
| Olof Persson              | Rådman                   | Uppsala stad       |              |
| Erik Göransson            | Borgare                  | Uppsala stad       |              |
| Johan Morteus             | Borgmästare              | Norrköpings stad   |              |
| Collin Fallai             | Borgare                  | Norrköpings stad   |              |
| Hans Spalding             | Borgmästare              | Göteborgs stad     |              |
| Erik Gunnarsson Stthelius | Rådman                   | Göteborgs stad     |              |
| Valentin Korn             | Borgmästare              | Landskrona stad    |              |
| Carl Bergh                | Rådman och syndikus      | Landskrona stad    |              |
| Hans Åkesson              | Borgmästare              | Malmö stad         |              |
| Daniel Faxelius           | Rådman och syndikus      | Malmö stad         |              |
| Didrich Albrechtsson      | Borgare                  | Malmö stad         |              |
| Mårten Hansson Alhem      | Borgmästare              | Kalmar stad        |              |
| Hans Grönwaldh            | Borgare                  | Kalmar stad        |              |
| Johan Schefer             | Borgmästare              | Åbo                |              |
| Albrecht Rosskamp         | Rådman                   | Åbo                |              |
| Justinus Brochen          | Rådman                   | Viborgs stad       |              |
| Herman Harrius            | Rådman                   | Viborgs stad       |              |
| Anders Bergh              | Borgmästare              | Nyköpings stad     |              |
| Per Knutsson              | Rådman                   | Nyköpings stad     |              |
| Laurentius Lindebom       | Borgmästare              | Västerviks stad    |              |
| Jeremias Elisson          | Borgmästare              | Gävle stad         |              |
| Carl Persson              | Borgmästare              | Visby stad         |              |
| Daniel Rijp               | Borgare                  | Visby stad         |              |
| Hinrich Kock              | Borgmästare              | Falu stad          |              |
| Olof Jonsson              | Borgare                  | Falu stad          |              |
| Jacob Broddsson           | Borgmästare              | Halmstads stad     |              |
| Anders Olofsson           | Borgmästare              | Kristianstads stad |              |
| Claes Frijs               | Rådman                   | Kristianstads stad |              |
| Hinrich Mårtensson        | Borgmästare              | Helsingborgs stad  |              |
| Anders Göransson          | Rådman                   | Helsingborgs stad  |              |
| Johan Skenningh           | Borgmästare              | Ronneby stad       |              |
| Arnold de Rees            | Borgmästare              | Ronneby stad       |              |
| Breda Knutsson            | Borgare                  | Ronneby stad       |              |
| Sivert Koofoot            | Borgmästare              | Ystads stad        |              |
| Sven Gorisson             | Borgare                  | Ystads stad        |              |
| Petter Dragman            | Borgmästare              | Marstrands stad    |              |
| Petter Bröms              | Borgare                  | Marstrands stad    |              |
| Rasmus Juhl               | Rådman                   | Varbergs stad      |              |
| Lorentz Hokensson         | Borgmästare              | Helsingfors stad   |              |
| Carl Printz               | Borgmästare              | Västerås stad      |              |
| Hinrich Barchusen         | Borgmästare              | Arboga stad        |              |
| Johan Luth                | Borgmästare              | Örebro stad        |              |
| Nils Christophersson      | Rådman                   | Örebro stad        |              |
| Per Hokensson             | Borgare                  | Jönköpings stad    |              |
| Hokon Persson Dubb        | Borgare och notarie      | Jönköpings stad    |              |
| Göran Dyk                 | Borgmästare              | Linköpings stad    |              |
| Abel Adamsson Deijel      | Rådman                   | Köpings stad       |              |
| Johan Landsbergh          | Rådman och stadsskrivare | Strängnäs stad     |              |
| Israel Sparman            | Borgmästare              | Skara stad         |              |
| Jacob Wedigh              | Rådman                   | Växjö stad         |              |
| Petter Tolsten            | Borgmästare              | Lunds stad         |              |
| Per Svensson              | Borgare                  | Lunds stad         |              |
| Erasmus Rizander          | Borgmästare              | Söderköpings stad  |              |
| Joen Mårtensson           | Borgmästare              | Hudiksvalls stad   |              |
| Jacob Larsson             | Borgmästare              | Mariestads stad    |              |
| Anders Månsson            | Rådman                   | Karlstads stad     |              |